# Mammillaria miegiana
Mammillaria miegiana là một loài thực vật có hoa trong họ Cactaceae. Loài này được W. Earle mô tả khoa học đầu tiên năm 1972.